# 4315 Pronik
4315 Pronik (1979 SL11) là một tiểu hành tinh vành đai chính được phát hiện ngày 24 tháng 9 năm 1979 bởi N. S. Chernykh ở Nauchnyj.